# Alexa Bokšay
Alexa Bokšay, eigentlich Olexa Bokšay, (* 27. März 1911 in Nagyláz, Österreich-Ungarn, heute Welyki Lasy, Ukraine; † 27. August 2007 in Prag) war ein tschechischer Fußballspieler und Fußballtrainer russinischer Abstammung.

## Vereinskarriere
Bokšay, im damals zu Österreich-Ungarn gehörenden Nagyláz geboren, verbrachte seine Kindheit und Jugend in Uschhorod, das ab 1918 zur Tschechoslowakei gehörte. Mit 16 Jahren schloss sich der Torwart dem SK Rusj Uschhorod an und spielte fortan für dessen Herrenmannschaft, die an der slowakischen Meisterschaft teilnahm. Der SK Rusj war der stärkste Verein der Karpatoukraine und gehörte auch zu den besten slowakischen Klubs. 1933 und 1936 gewann das Team die slowakische Meisterschaft. Der erstgenannte Erfolg berechtigte den SK Rusj zur Teilnahme an der Amateurmeisterschaft der Tschechoslowakei 1933, bei der man allerdings schon in der ersten Runde mit 1:3 und 1:4 gegen den DFC Prag ausschied.
Der Meisterschaftsgewinn 1936 berechtigte zur Teilnahme an der Aufstiegsrunde zur 1. Tschechoslowakischen Liga. Der SK Rusj qualifizierte sich gegen SK Baťa Zlín (4:1 und 2:2), SK Mährisch Schönberg (6:2 und 6:2), SK Hradec Králové (1:0 und 1:1) und Viktoria Žižkov (1:2 und 2:3) für die damals professionelle höchste Spielklasse. Mit nur drei Siegen und zwei Unentschieden aus 22 Spielen musste der SK Rusj Uschhorod als Tabellenvorletzter wieder absteigen. Zu den meisten Spielen reiste das Team mit dem Flugzeug an, und weil neun Spieler, darunter auch Bokšay, Lehrer waren, wurde die Mannschaft bald „Die fliegenden Lehrer“ (tschechisch: létající učitelé) genannt.
Schon 1929 hatte das Torwarttalent Bokšay ein Angebot des Budapester Spitzenvereins MTK Hungária. Sein Vater verbot jedoch einen Wechsel mit der Begründung, sein Sohn solle die Lehrerausbildung abschließen. Zwei Jahre später klopfte der AC Sparta Prag an, Bokšay wollte wechseln, doch abermals untersagte der Vater den Transfer; die Volljährigkeit wurde damals erst mit 21 Jahren erreicht.
Nach Prag ging Bokšay schließlich doch, aber erst Anfang November 1937 und zum Erzrivalen Spartas, Slavia Prag. Zunächst war er nur Ersatz für einen der besten Torhüter der Welt, František Plánička. Erst nachdem sich Plánička bei der Weltmeisterschaft 1938 den Arm gebrochen hatte, bekam Bokšay seine Chance und nutzte sie. Mit Slavia gewann er 1938 den Mitropapokal, zwischen 1940 und 1943 holte er vier Meisterschaften in Folge. 1944 zog er sich eine schwere Nierenverletzung zu, von der er sich zwar erholte, als er nach Kriegsende 1945 aber wieder spielen wollte, setzte Trainer Emil Seifert nicht mehr auf ihn.

## Erfolge
- Mitropapokal-Sieger: 1938
- Meister Protektorat Böhmen und Mähren: 1940, 1941, 1942 und 1943
- Tschechischer Pokal: 1941 und 1942
- Slowakischer Meister: 1933 und 1936

## Nationalmannschaft
Bokšay war 1938 für das Länderspiel der Tschechoslowakischen Nationalmannschaft gegen Ungarn am 18. September nominiert, doch das Münchner Abkommen und dessen Folgen verhinderten eine Länderspielkarriere des Torhüters, der zuvor schon in Junioren-Auswahlmannschaften der ČSR gespielt hatte.

## Trainer
Bokšay wurde nach seinem Karriereende Jugendtrainer bei Slavia und Aritma Prag; schon während seiner Zeit beim SK Rusj hatte er nach dem Training Jugendspieler betreut. Insgesamt drei Mal in sechs Spielen betreute Alexa Bokšay die Tschechoslowakische Nationalmannschaft. Zum ersten Mal in den Auswärtsspielen gegen Rumänien und Bulgarien im Sommer 1948, doch beide Male verlor seine Elf. Danach wurde er erneut im September 1949 Trainer der Landesauswahl. Das Spiel in Wien gegen Österreich verlor die Tschechoslowakei mit 1:3. Seinen ersten Sieg konnte Bokšay am 30. Oktober 1949 in Ostrava feiern, Polen wurde mit 2:0 besiegt. Das fünfte und eigentlich letzte Länderspiel für Bokšay an der Seitenlinie war ein 0:1 aus tschechoslowakischer Sicht am 13. November 1949 in Paris gegen Frankreich. Der ehemalige Torhüter kehrte 1955 jedoch noch einmal auf die Bank zurück, als er im Länderspiel in Brüssel gegen Belgien den verhinderten Antonín Rýgr als Interimstrainer vertrat. Die Tschechoslowaken gewannen mit 3:1.

## Auszeichnungen
2001 bekam Alexa Bokšay von Slavia Prag eine Medaille für seine Verdienste um den Verein, die Medaile za zásluhy a o rozvoj SK Slavia Praha. 2006 wurde er vom tschechischen Fußballverband mit dem Václav Jira-Preis ausgezeichnet.
Vor dem Qualifikationsspiel zur UEFA Champions League 2007/08 gegen Ajax Amsterdam am 29. August 2007 wurde er mit einer Schweigeminute geehrt. Die Spieler Slavias trugen einen Trauerflor.

## Namensschreibweisen
Weitere Namensschreibweisen sind Олекса Бокшай (Ukrainisch) und Elék Boksay (Ungarisch), sein Vorname wurde in tschechoslowakischen Zeitungen der 1930er und 1940er auch Alex, Alexej oder Lexa geschrieben.